# ジャック・ウェルチ
ジョン・フランシス・“ジャック”・ウェルチ・ジュニア（英語: John Francis "Jack" Welch Jr.、1935年11月19日 - 2020年3月1日）は、アメリカ合衆国の実業家。1981年4月から2001年9月までゼネラル・エレクトリック社のCEOを務め「伝説の経営者」とも称されたが、金融サービス部門への依存や雇用面では批判もあり、近年のGEの衰退を招いた原因と分析されている。

## 経歴
1935年11月19日、マサチューセッツ州ピーボディにて、ボストンメイン鉄道の車掌として働く父ジョンと主婦の母グレイスとの間に生まれた。ウェルチはアイルランド系カトリック教徒の家庭であった。1957年6月にマサチューセッツ大学を卒業した後は1960年にイリノイ大学で博士号を取得し、同年にゼネラル・エレクトリックに入社した。なお最初の年収は1万500ドルだった。
官僚的な組織に馴染めず、また1961年の昇給が僅か1000ドルだったこともあり、自分の専攻が活かせるイリノイ州スコーキの国際鉱物化学薬品に転職しようと早くから退社を考えるが、階級が1つ上の役員であるルーベン・ガトフが「失うのは惜しい」とウェルチを引き止める。1963年には監督下の工場での爆破事故の責任を問われ、解雇寸前にまで追い詰められたこともあった。1972年に同社の副社長・1977年に上席副社長・1979年に副会長・1981年4月には同社で最年少の会長兼最高経営責任者となった。
ウェルチがCEOを務めた1981年～2001年の20年間で、GEの売上高は5倍になり、株価は40倍以上になった。彼は在庫を削減し、社内に蔓延っていた官僚主義を解体することで、非効率を根絶することに努めた。また、テレビやトースターなどを売る主要事業を売却した一方、金融ビジネスに注力し、その中核であるGEキャピタルはGE全体の利益の約半分を稼ぐまで成長した。一方、多くの工場を閉鎖し、多くの社員を解雇し、多くのものを切り捨てた。
1999年11月には『フォーチュン』誌で「20世紀最高の経営者」に選ばれており、最高時の年収は9400万ドルにも達した。
2001年9月に会長兼最高経営責任者を退任した。退任前の1996年に、ウェルチとGEは年間最大250万ドル相当の "リテンション・パッケージ "に合意し、ニューヨークの高級住宅、野球のチケット、プライベート・ジェット機と運転手付きの車の使用など、ウェルチがCEOとして受けていた恩恵への引退後の継続的なアクセスを約束していた。このことが離婚裁判で露呈し、GEも財務状況に疑念が取りざたされているときであったこともあり、ウェルチは大きな批判を受け、これらの権利を放棄したとされる。
退任後は経営学修士号（MBA）のオンラインプログラムを立ち上げるなど人材教育に尽力した。また、2001年10月には日本経済新聞の「私の履歴書」を連載している。
2020年3月1日、ニューヨーク州ニューヨークで腎不全により84歳で死去した。

## 特徴
ピーター・ドラッカーの信奉者であり、1980年代のアメリカにおける整理解雇ブームを惹き起こした人物として有名である。ウェルチの基本的な経営手法は「リストラ」・「ダウンサイジング」と呼ばれる大規模な整理解雇による資本力の建て直しと、企業の合併・買収（M&A）と国際化の推進である。事業展開に関しては、「世界で1位か2位になれない事業からは撤退する」とも主張した。
ウェルチは、CEO在任中に全社員の4分の1にあたる10万人以上の社員を削減している。上司が部下のパフォーマンスを評価し全社員をランク付けする「ランク・アンド・ヤンク」という制度を導入し、毎年下位10％にあたる社員が解雇された。社員は常に競争意識をあおられ、強いプレッシャーとストレスを受け、チームワークも崩壊していた。また、部下に敢えて過大なノルマを与えて克服させ、業績・人材も同時に伸ばすという、いわゆるストレッチ・ゴールの手法も採っていた。組織論の1つとして日本にも導入する企業が現れたが、過大な要求に精神的に切れてしまう社員も少なくないため、成功とは言い難いものとなった。本家のゼネラル・エレクトリックでも、後にウェルチの人材育成の手法は時代遅れだとして軌道修正を図っている。
驚異的な成長を見せた売上高や時価総額も、退任後は大幅に下落。ニューヨーク・タイムズ紙は2017年に批判的な記事を掲載し、金融サービス部門の成長によりウェルチの下でGEの株価は過大評価されていたと指摘するとともに、同じく国内最高給の管理職の一人であったイメルトの下での16年間の合併企業の凋落を指摘した。ウェルチ最大の買収先であったNBCユニバーサルとGEキャピタルの2社は売却されている。2018年にはダウ工業株30種平均から除外された。
ウェルチは、環境問題に対しても消極的だった。自社工場の廃棄物が原因となったハドソン川のPCB汚染問題では、土壌汚染を浄化する費用で政府と激しく対立。コスト負担をできるだけ避けるために、責任を十分に認めない主張を繰り返した。最終的に合意はしたものの、自社の利益を優先する不誠実な姿勢に対して社会から強い批判を浴びている。
会社を守って人材を守らないことから、「建物を壊さずに人間のみを殺す中性子爆弾」の特性になぞらえて「ニュートロンジャック」と綽名された。成績不振の従業員や、時には部門丸ごと無慈悲に削減する手法により、CEO在任中の利益率は大幅に改善した。 
その一方でウェルチと逆の経営手法を採った横河電機の美川英二元社長のことを、彼こそ経営の神様だと評価している一面を持つ人物でもある。ちなみに美川の経営手法は終身雇用を最重視し、企業の適正規模は今のコンピューター社会でも2000人までが限度と説き、総務課までをも社内分社化するというものだった。

## 「選択と集中」の誤訳
ウェルチの残した格言として日本では「選択と集中」が有名となっている。この「選択と集中」の意味は多角化した事業を本業にのみ絞るといった解釈をされる。しかし、この「選択と集中」の原文における表現は「フォーカス」であり、「事業に焦点を当てる」という意味で「事業を絞るという」意味ではなかった。実際ジャック・ウェルチはおよそ1000の事業を営んできたが、そのうち廃止したものは70程度だったとされて拡大路線を歩んでいる。また、投資の世界の現代ポートフォリオ理論において分散投資が良しとされて集中投資は忌避されるが、この誤訳はその考えからも逆行するものである。